# رود تولگاس
رود تولگاس (انگلیسی: Tulgas) یک رودخانه در استان آرخانگلسک کشور روسیه است.